# Alessia Tornaghi
Alessia Tornaghi (Milano, 3 luglio 2003) è una pattinatrice italiana.

## Biografia
Ha partecipato ai campionati italiani di pattinaggio di figura in categoria individuale senior a Trento nel dicembre 2018, a 15 anni, conquistando la medaglia d'oro. Nella stagione 2019/2020 ai campionati nazionali svolti alla pista Icelab di Bergamo si riconferma campionessa nazionale assoluta.
Inoltre nell’ottobre 2019 la pattinatrice italiana di 16 anni, allieva di Edoardo De Bernardis dell’Ice Club Torino ha conquistato uno splendido terzo posto alla Wurth Arena di Egna-Neumarkt di Bolzano nella tappa di junior grand prix. Da undici anni non accadeva che un’atleta azzurra salisse sul podio in una tappa di Grand Prix junior. Soltanto due pattinatrici avevano ottenuto questo storico risultato: Stefania Berton e Carolina Kostner.
Nel dicembre 2019 a Bergamo si è riconfermata campionessa italiana assoluta. È stata inoltre la portabandiera dell'Italia ai III Giochi olimpici giovanili invernali di Losanna, dove si è classificata al sesto posto tra le junior ladies.
Nella stagione 2020/2021 ha avuto problemi fisici e di allenamento, compromettendo così le sue prestazioni e portandola anche a perdere il titolo nazionale, avendo concluso la competizione domestica al quarto posto.

## Risultati
GP: Grand Prix; CS: Challenger Series; JGP: Junior Grand Prix
| Internazionali | Internazionali | Internazionali | Internazionali | Internazionali | Internazionali | Internazionali | Internazionali | Internazionali | Internazionali |
| Evento | 2014–15        | 2015–16        | 2016–17        | 2017–18        | 2018–19        | 2019-20        | 2020-21        | 2021-22        | 2022-23        |
| --- | -------------- | -------------- | -------------- | -------------- | -------------- | -------------- | -------------- | -------------- | -------------- |
| Campionati mondiali |                |                |                |                |                | C              |                |                |                |
| Campionati europei |                |                |                |                |                | 8°             |                |                |                |
| GP Trophée Eric Bompard |                |                |                |                |                |                | C              |                |                |
| CS Budapest |                |                |                |                |                |                |                |                | R              |
| CS Ice Star |                |                |                |                |                | 4°             |                |                |                |
| CS U.S. Classic |                |                |                |                |                |                |                |                | 8°             |
| CS Warsaw Cup |                |                |                |                |                | 5°             |                |                | 21°            |
| Coupe du Printemps |                |                |                |                |                |                |                |                | R              |
| Cup of Nice |                |                |                |                |                |                |                |                | R              |
| Egna Trophy |                |                |                |                |                |                | R              |                |                |
| Golden Bear |                |                |                |                |                | 1°             |                |                |                |
| Santa Claus Cup |                |                |                |                |                |                |                |                | R              |
| Internazionali: Junior |                |                |                |                |                |                |                |                |                |
| Campionati mondiali |                |                |                |                |                | 13°            |                |                |                |
| Giochi olimpici giovanili |                |                |                |                |                | 6°             |                |                |                |
| JGP Austria |                |                |                | 14°            |                |                |                |                |                |
| JGP Croazia |                |                |                |                |                | 9°             |                |                |                |
| JGP Italia |                |                |                |                |                | 3°             |                |                |                |
| JGP Slovacchia |                |                |                |                | 14°            |                |                |                |                |
| Alpen Trophy |                |                |                |                | 2°             |                |                |                |                |
| Christmas Cup |                |                |                |                | 2°             |                |                |                |                |
| Coupe du Printemps |                |                |                | 2°             |                |                |                |                |                |
| Cup of Nice |                |                |                | 3°             |                |                |                |                |                |
| Cup of Tyrol |                |                |                |                | 1°             |                |                |                |                |
| Egna Trophy |                |                |                | 3°             | 2°             |                |                |                |                |
| Golden Bear |                |                |                |                | 6°             |                |                |                |                |
| Jégvirág Cup |                |                |                | 3°             |                |                |                |                |                |
| Leo Scheu Memorial |                |                |                | 1°             |                |                |                |                |                |
| Merano Cup |                |                |                | 6°             |                |                |                |                |                |
| Skate Helena |                |                |                |                | 3°             |                |                |                |                |
| Sofia Trophy |                |                |                | 2°             | 1°             |                |                |                |                |
| Internazionali: Advanced novice |                |                |                |                |                |                |                |                |                |
| Bavarian Open | 7°             | 7°             |                |                |                |                |                |                |                |
| Coppa Europa | 1°             |                |                |                |                |                |                |                |                |
| Cup of Tyrol |                | 3°             |                |                |                |                |                |                |                |
| Egna Trophy |                |                | 1°             |                |                |                |                |                |                |
| Lombardia Trophy |                | 8°             |                |                |                |                |                |                |                |
| Merano Cup |                | 6°             | 3°             |                |                |                |                |                |                |
| Skate Celje |                |                | 1°             |                |                |                |                |                |                |
| Skate Helena | 2°             |                |                |                |                |                |                |                |                |
| Nazionali |                |                |                |                |                |                |                |                |                |
| Campionati italiani | 1° N           | 2° J           | 2° J           | 4° J           | 1°             | 1°             | 4°             |                | 7°             |
| Eventi a squadre1 |                |                |                |                |                |                |                |                |                |
| Giochi olimpici giovanili |                |                |                |                |                | 5° S 3° P      |                |                |                |
| R = Ritirata; C = Evento cancellato Categoria: J = Junior; N = Novice 1 S = Risultato della squadra; P = Risultato personale. Medaglie assegnate solo per il risultato della squadra. |                |                |                |                |                |                |                |                |                |